# アイリス (by MORADOLL)
アイリス (by MORADOLL) は、日本の2人組アイドルユニットである。所属事務所は宮城県仙台市に本社を置くモラドカンパニー、レーベルはビクターエンタテインメント内において2013年4月より始動したガールズポップ/アイドルに特化した音楽レーベルVERSIONMUSIC(バージョンミュージック)。2016年8月7日のラストライブをもってユニットは解散を迎えた。

## 概要
2013年（平成25年）7月27日、28日に開催された「東京アイドルフェスティバル2013」への出演を以て解散したテクプリのメンバーの内、リオ・ユキノ・モモカの3人で新たなアイドルユニットとして結成された。9月19日には宮城県警よりテクプリ時代から5年連続となる「自転車安全利用マナーアップ大使」の委嘱を受け、翌20日に宮城県警本部前にて行われた「平成25年秋の交通安全県民総ぐるみ運動」出発式でアイリスとしての活動を開始。9月28日に仙台市勾当台公園市民広場にて開催された「仙台放送まつり2013 あらかしアイドル LIVE !!!」でステージデビューを果たした。
2014年（平成26年）1月19日にリリースしたインディーズデビュー曲「魔法の呪文」は宇多田ヒカル、THE YELLOW MONKEYの編曲や数々のCMソングの作曲・編曲などを手掛けた作曲家、礒村淳（モラドカンパニー所属）が担当、カップリング曲の「アイリス」と共に80年代の洋楽テイストを取り入れたナンバーでアイリスの新たな大人路線のイメージを形造った。また3曲目の持ち歌となる「シークレットマジック」も手掛け、VERSIONMUSICから6月11日にリリースされたコンピレーションアルバム「Girls Pop'n Party-Idol Parade Neo」に収録された。
同年3月7日からDeNA・SHOWROOMにてネット配信番組、アイリスの「持ち歌が2曲です！」を開始。3月28日より番組と連動して楽曲募集コンペを開始し、3カ月間を掛けて150曲以上投稿された中からファン投票を行い「プリズムレター」が選ばれたカップリングには5月28日から6月1日まで新宿村LIVEで上演され、リオも出演した舞台「読モの掟! 」の主題歌「feelings of a girl」を収録し8月8日にセカンドシングルとしてリリースした。
4月にはNHKの全国各地の地域の活性化を応援する新しいキャンペーン「恋する地元キャンペーン」の宮城県代表“恋ジモサポーター”に選ばれ、ふるさと自慢の情報発信のほか特設Webサイトやミニ番組での案内役を務めている。
7月26日、仙台市勾当台公園で開催された「TBC夏まつり2014」に出演しメインステージ上で11月12日にビクターエンタテインメント/VERSIONMUSICレーベルよりメジャーデビューすることを発表。8月2日、3日に開催された「東京アイドルフェスティバル2014」へアイリスとして初出演した後はセカンドシングル発売日前にも拘らず、インディーズとしての活動は区切りを迎えたとして、8月5日よりメジャーデビューに向けた2ndシーズンの活動を開始した。
9月21日には宮城県警より通算6年目となる「自転車安全利用マナーアップ大使」の委嘱を受け「平成26年秋の交通安全県民総ぐるみ運動」出発式・パレードに参加。9月27日には2年続けて「仙台放送まつり2014」に出演し「レンタルのニッケンpresents LOVE LIVE! Saturday」で気仙沼のご当地アイドルSCK GIRLS、ベイビーレイズと共演しステージデビュー1周年を迎えた。
東京でのライブ出演、インストアイベントのほか、SPLASH、テクプリ時代から続く仙台青葉まつり、仙台七夕まつりのステージ出演や楽天koboスタジアムでのイベント出演、県内各地での交通安全運動など地元での活動も活発に行っている。10月14日には仙台市より仙台市地下鉄・市バス・宮城交通に導入予定のICカード乗車券icsca（イクスカ）」の広報大使に任命された。
2016年（平成28年）8月7日TOKYO IDOL FESTIVAL 2016 において Sky Stage でのライブを最後にユニットを解散。今後はメンバーそれぞれの目標に向かって個人で芸能活動を続ける。

### ユニット名
公募により決定したユニット名は、清楚で優雅な、天と地を結ぶ虹の女神アイリスのように、人とひとを結ぶかけ橋となれる女性ユニットを目指してほしいというところに由来しており、アイリスの「リス」には"restart"の意味も込められている。

## 略歴

### 2013年
- アイリス (by MORADOLL) 結成。
- 09月19日、宮城県警より「自転車安全利用マナーアップ大使」委嘱[19]。

### 2014年
- 01月、公式ファンクラブ「Team Rainbow」発足。
- 04月、NHK「恋する地元キャンペーン」恋ジモサポーター宮城県代表として選出。
- 09月21日、宮城県警より「自転車安全利用マナーアップ大使」委嘱。
- 10月08日、佐沼警察署・登米警察署より「一日警察署長」委嘱。
- 10月14日、仙台市交通局 icsca広報大使に就任[20]。
- 11月12日、ビクターエンタテインメント VERSIONMUSIC レーベルよりメジャーデビュー。

### 2015年
- 05月31日、菅原梨央が卒業。

### 2016年
- 08月7日、アイリス解散。

## メンバー
| 愛称   | 氏名                     | 生年月日（年齢）       | 備考                          |
| ------ | ------------------------ | ---------------------- | ----------------------------- |
| ユキノ | 佐藤友紀乃 さとう ゆきの | 1994年12月19日（30歳） | ワッチミーナ2014グランプリ2位 |
| モモカ | 米倉桃華 よねくら ももか | 1995年8月28日（29歳）  |                               |

### 旧メンバー
| 愛称 | 氏名                   | 生年月日（年齢）      | 備考                                                                                           |
| ---- | ---------------------- | --------------------- | ---------------------------------------------------------------------------------------------- |
| リオ | 菅原梨央 すがわら りお | 1995年6月29日（29歳） | 初代リーダー。ミスヤングチャンピオン2011グランプリ受賞。 2015年5月31日をもってアイリスを卒業。 |

## 作品

### シングル
| #                                                      | リリース日     | タイトル        | 形態         | 規格品番     | 収録曲                                                                                      | 順位         |
| MORADO MUSIC                                           | MORADO MUSIC   | MORADO MUSIC    | MORADO MUSIC | MORADO MUSIC | MORADO MUSIC                                                                                | MORADO MUSIC |
| ------------------------------------------------------ | -------------- | --------------- | ------------ | ------------ | ------------------------------------------------------------------------------------------- | ------------ |
| 1                                                      | 2014年01月19日 | アイリス        | CD           | MORA-0001    | 1. 魔法の呪文 2. アイリス 3. 魔法の呪文(カラオケバージョン) 4. アイリス(カラオケバージョン) |              |
| 2                                                      | 2014年08月08日 | プリズムレター  | CD           | MORA-0002    | 1. プリズムレター 2. feelings of a girl                                                     | 137位        |
| JVCケンウッド・ビクターエンタテインメント/VERSIONMUSIC |                |                 |              |              |                                                                                             |              |
| 3                                                      | 2014年11月12日 | We Are Miracles | CD           | VICL-36964   | 1. We Are Miracles 2. キャンディ・ボックス 3. You'll 4. We Are Miracles (instrumental)      | 25位         |

※順位はオリコンウィークリーチャート最高位。

## 参加作品

### コンピレーションアルバム
| #                                                      | リリース日                                             | タイトル                                               | 形態                                                   | 規格品番                                               | 収録曲 |                                                        |
| JVCケンウッド・ビクターエンタテインメント/VERSIONMUSIC | JVCケンウッド・ビクターエンタテインメント/VERSIONMUSIC | JVCケンウッド・ビクターエンタテインメント/VERSIONMUSIC | JVCケンウッド・ビクターエンタテインメント/VERSIONMUSIC | JVCケンウッド・ビクターエンタテインメント/VERSIONMUSIC | JVCケンウッド・ビクターエンタテインメント/VERSIONMUSIC | JVCケンウッド・ビクターエンタテインメント/VERSIONMUSIC |
| ------------------------------------------------------ | ------------------------------------------------------ | ------------------------------------------------------ | ------------------------------------------------------ | ------------------------------------------------------ | --- | ------------------------------------------------------ |
| 1                                                      | 2014年06月11日                                         | Girls Pop’n Party -Idol Parade Neo-                    | CD                                                     | VICL-64170                                             | 01. 初恋☆キラーチューン / WHY@DOLL 02. もういっかい！ / ミルクス 03. シークレットマジック / アイリス 04. Two Night Carnival / C-Style 05. 恋の乗車券〜Ticket to LOVE〜 / ミラクルマーチ 06. Planet Eyes / こけぴよ 07. 私の世界遺産 / 3776 08. BYUUUNN!! / Jumpin' 09. おもいきってI Hold You -So Lucky Remix- / せのしすたぁ 10. はぴらぶ / CAMOUFLAGE 11. HeartLatte / TnyGinA 12. Magic Island / いとしまPR隊 Lovit's! 13. ミルクセーキ大作戦 / MilkShake(ミルクセーキ) |                                                        |

## 出演

### イベント
2016年
- 01月31日、Sendai Idol Arena / 1〜2部 (仙台darwin)
- 03月12日、イオン仙台店オープニングイベント / 1〜3部 (イオン仙台店)
- 03月12日、クリスロード誕生祭 (クリスロード常陽銀行前)
- 03月13日、イオン仙台店オープニングイベント / 1〜3部 (イオン仙台店)
- 03月27日、Sendai Idol Arena / 1〜2部 (仙台darwin)
- 04月17日、ナカノ!!!vol’10 / 1部 (中野 S.U.B TOKYO)
- 04月17日、IDOLidge 1000 / 1〜2部 (渋谷 RUIDO K2)
- 04月30日、Sendai Idol Park / 1〜2部 (仙台 Space Zero)
- 05月3日、宮城げんき市 ほや祭り2016 / 2ステージ (仙台市 勾当台公園 市民広場)
- 05月5日、キッズファッションショー (仙台市 Krax 前特設ステージ)
- 05月5日、e-Land vol.2 (仙台市 Junk box)
- 05月29日、ミュージックパーク x TOKYO IDOL PROJECT in SENDAI (仙台PIT)
- 06月4日、IDOLidge SENDAI (仙台 HOOK)
- 07月22日、Sendai Idol Park (仙台 Space Zero)
- 07月31日、Sendai Idol Box / 1～2部 (仙台 Space Zero)
- 08月6日、U.TIF 2016 #2 & #3 (新宿 MARZ)
- 08月7日、TOKYO IDOL FESTIVAL 2016 (フジテレビ湾岸スタジオ Sky Stage)

### テレビ
- ジュニ体操 ゲスト出演 （2013年9月22日・29日、仙台放送）
- 寝ラレナgirls （2013年12月30日・2014年5月6日・2014年12月29日、東北放送）
- サンドの新春・初売りTV2014 （2014年1月1日、東北放送）
- 仙台⇔タイ経済交流ゼミナール (2014年2月22日、仙台放送)
- 北国からのコンサート (2014年3月7日、NHK総合-東北6県のみ)
- ご当地アイドルお取り寄せ図鑑スペシャル〜みちのく仙台☆ご当地旅＆SPライブ！〜 （2014年3月12日、BSスカパー）
- ご当地アイドルお取り寄せ図鑑 第二章 （2014年4月16日、BSスカパー）
- 恋する地元キャンペーン 宮城・仙台 (2014年7月2日、NHK BSプレミアム。2014年7月3日 NHK総合)
- ご当地アイドルお取り寄せ図鑑 第二章 〜準決勝〜（2014年8月13日、BSスカパー）
- クイズ100人力 (2014年8月18日、NHK総合)
- Rの法則 (2014年8月26日、NHK Eテレ)
- Music B.B. (#810、2014年10月6日、全国31局ネット)
- 音楽ヒミツ情報機関 MI6 (2014年10月9日、スペースシャワーTV)
- アイドルお宝くじ (#7、2014年12月5日・#9、2014年12月19日、テレビ朝日)
- 突撃！ナマイキTV (2014年12月22日、東日本放送)
- Fun to Share〜楽しいエコへの招待状〜 (2014年12月30日、東日本放送)
- 東北魂TV 2015新春コントSP (2015年1月1日、BSフジ)

### ラジオ
- Weekend Fun! (2014年8月16日、レインボータウンFM)
- アイリスの forever green school (2014年11月7日 - 2015年10月30日、Date fm)
- i Meet Up! (2014年11月23日、FM NACK5)
- 90時間ラジオの旅〜宮城・大阪ステージ〜 (2015年3月21日、NHK FM)

### ラジオCM
- 宮城県トラック協会（2014年 - ）

### ネット配信
- アイリスの「持ち歌が2曲です！」（2014年3月7日 - 8月15日、DeNA・SHOWROOM）
- アイリスの「一緒に学ぼう」（2014年8月22日 - 2015年4月29日、DeNA・SHOWROOM）
- 米倉桃華 - 不定期配信（第1回 2014年8月25日、第2回 9月15日、第3回 11月24日、DeNA・SHOWROOM）
- 菅原梨央 - 不定期配信（第1回 2014年9月29日、DeNA・SHOWROOM）

### 公式ブログ
- アイリス (by MORADOLL) オフィシャルブログ - Ameba Blog
- アイリス リオ オフィシャルブログ - Ameba Blog
- アイリス ユキノ オフィシャルブログ - Ameba Blog
- アイリス モモカ オフィシャルブログ - Ameba Blog

### 公式プロファイル・コンポジット
- 佐藤友紀乃 - archive.today（2016年4月22日アーカイブ分）
- 米倉桃華 - archive.today（2016年4月22日アーカイブ分）
- 菅原梨央 - archive.today（2015年5月27日アーカイブ分）

### Twitter
- MORADO COMPANY (@moradocompany) - X（旧Twitter）（所属事務所）
- アイリス (@iris_staff_) - X（旧Twitter）（事務所公式）
- 菅原梨央 (@sugawara_ori) - Twitter - ウェイバックマシン（2016年3月10日アーカイブ分）（リオ）
- 佐藤友紀乃 (@yukino_sato_) - X（旧Twitter）（ユキノ）
- 米倉桃華 (@yonemomo_k) - X（旧Twitter）（モモカ）